# Cucullia dracunculi
Cucullia dracunculi är en fjärilsart som beskrevs av Jacob Hübner 1813. Cucullia dracunculi ingår i släktet Cucullia och familjen nattflyn. Inga underarter finns listade i Catalogue of Life.